# خسوس گلاریا
خسوس گلاریا (به اسپانیایی: Jesús Glaría) بازیکن فوتبال اهل اسپانیا است که از سال ۱۹۶۲ تا ۱۹۶۹ میلادی عضو تیم ملی فوتبال اسپانیا بوده و در ۲۰ بازی ملی حضور داشته‌است. او در بازی‌های ملی‌اش گلی به ثمر نرساند.